# Italiensk (sprog)
 For alternative betydninger, se Italiensk. (Se også artikler, som begynder med Italiensk)
Italiensk tilhører de romanske sprog, som alle er udviklet fra latin. Se bl.a. også spansk, portugisisk og fransk.
Italiensk er officielt sprog i Italien og Schweiz (især kantonerne Ticino og Grigioni), foruden i Vatikanstaten og mikrostaten San Marino. Desuden er der store emigrantgrupper i for eksempel USA og Canada, der har italiensk som modersmål eller andetsprog. Italiensk tales af cirka 64 millioner mennesker i verden.

## Sproghistorie
Talesproget i det gamle Rom og i provinserne må tidlig have begyndt at skille sig fra den latinske standard. Efterhånden som Romerriget gik i opløsning og produktionen af skriftligt materiale gik kraftig ned, havde latin ikke nogen indflydelse på talesproget længere. Dermed udviklede talesproget sig ukontrolleret, og ændrede sig kraftigt. Blandt andet blev det komplicerede kasussystem i latin brudt fuldstændigt ned, og intetkøn forsvandt fra sproget. 
Fra 1000-tallet begyndte der at blive skrevet poesi og sange på mange af halvøens dialekter. Stor litteratur opstod i Firenze og Toscana på 1200-1300-tallet, skrevet af forfattere som Dante, Petrarca og Boccaccio. Dermed fik toskansk en forrang frem for andre dialekter, og blev med tiden accepteret i størstedelen af det italiensktalende område som korrekt sprog. Det er bemærkelsesværdigt at denne proces pågik samtidig med at Italien var opdelt i mange små og større stater.